# Río Silván
El río Silván (antiguamente conocido también por el nombre de Velear
) es un corto río del noroeste de España que discurre por la comarca de la Cabrera, en la provincia de León, Comunidad Autónoma de Castilla y León. Atraviesa la pedanía de Silván.
Nace de la unión de los arroyos de Bárzanas y de Valcabado. Constituye el principal afluente del río Cabrera. Su longitud es aproximadamente de unos 20 km.
Su régimen es pluvio-nival, con un máximo en invierno y primavera y un mínimo en verano.